# زرداب
زرداب، روستایی از توابع بخش سرخ‌رود شهرستان محمودآباد در استان مازندران ایران است.

## جمعیت
این روستا در دهستان هرازپی شمالی قرار دارد و از نظر اداری با بخشداری سرخرود در ارتباط است و براساس سرشماری مرکز آمار ایران در سال ۱۳۸۵، جمعیت آن ۱۰۷۳ نفر (۳۰۷خانوار) بوده‌است.

## موقعیت جغرافیایی
زرداب از شمال به روستای ابوالحسن آباد از شمال شرق به روستای احمدآباد کلیج از شمال غرب به روستای معلم کلا از شرق به روستای عبدالله آباد از جنوب غرب به روستای تازه آباد و از جنوب شرق به روستای کنس مرز و از شرق به روستای علوی کلا میر ارتباط دارد.

## تاریخچه
وجه تسمیه نام این روستا با توجه به شواهد موجود در روستا از پیشوند زر و پسوند داب ساخته شده است. زر در برخی از گفتار اشاره به مکانی در روستا ( قلعه بن) دارد که در گذشته سکه های طلا ضرب میشده و در برخی گفتار اشاره به خوشه های طلایی برنج مرغوب این روستا دارد. پسوند داب نیز مخفف دابو می باشد.لازم به ذکر است که نام روستا به صورت زردآب نیز نوشته می شود که نادرست است.